# Stawnica (województwo wielkopolskie)
Stawnica – wieś krajeńska w Polsce położona w województwie wielkopolskim, w powiecie złotowskim, w gminie Złotów.
Wieś szlachecka, własność wojewody płockiego Piotra Potulickiego, około 1580 roku leżała w powiecie nakielskim województwa kaliskiego. W latach 1975–1998 miejscowość administracyjnie należała do województwa pilskiego.
W 2013 we wsi oddano do użytku prywatne, śmigłowcowe lądowisko PRH Stawnica.

## Gwara stawnicka
Gwara, którą posługują się mieszkańcy Stawnicy, była przedmiotem licznych badań językowych, prowadzonych m.in. przez prof. Kazimierza Nitscha z Uniwersytetu Jagiellońskiego i Zygmunta Zagórskiego z PTPN (ten drugi w latach 1953/1954). 
Gwara Stawnicy była podówczas typowa dla dialektu złotowskiego, a jednocześnie posiadała elementy wskazujące na jej przejściowość od gwar północnych (w tym mazowieckich) do wielkopolskich. Już prof. Nitsch wyróżnił we wsi cechy różniące dialekt zachodniokrajenecki od tucholskiego. 